# Суиксай
Суикса́й (каз. Суықсай) — село у складі Аксуського району Жетисуської області Казахстану. Адміністративний центр Суиксайського сільського округу.
У радянські часи село називалося Сууксай або Радгосп Аксуський.
Населення — 813 осіб (2021; 1138 у 2009, 1103 у 1999, 1365 у 1989).